# Deutsche Poolbillard-Meisterschaft 2007 (Damen)
Die Deutsche Poolbillard-Meisterschaft 2007 war die 27. Austragung zur Ermittlung der nationalen Meistertitel der Damen in der Billardvariante Poolbillard. Sie wurde im Rahmen der Deutschen Billard-Meisterschaft in der Wandelhalle in Bad Wildungen ausgetragen.
Es wurden die Deutschen Meisterinnen in den Disziplinen 14/1 endlos, 8-Ball, 9-Ball und 8-Ball-Pokal ermittelt.

## Medaillengewinnerinnen
| Disziplin    | Gold                                    | Silber                                   | Bronze                                 | Bronze                                     |
| ------------ | --------------------------------------- | ---------------------------------------- | -------------------------------------- | ------------------------------------------ |
| 14/1 endlos  | Diana Stateczny (Barmer Billardfreunde) | Daniela Benz (BSV Weinheim)              | Sandra Graw (BC Alsdorf)               | Sandra Ortner (BC Sindelfingen)            |
| 8-Ball       | Janine Schwan (BC Alsdorf)              | Simone Meinhold (BC Solaris 96 Chemnitz) | Anja Wagner (BC Edenkoben)             | Tina Vogelmann (BSF Kurpfalz)              |
| 9-Ball       | Tina Vogelmann (BSF Kurpfalz)           | Janine Schwan (BC Alsdorf)               | Nadine Giannotti (BC Dissen)           | Christine Wiechert (BV Grafschafter Moers) |
| 8-Ball-Pokal | Janine Schwan (BC Alsdorf)              | Anja Wagner (BC Edenkoben)               | Molrudee Kasemchaiyanan (1. PBC Fulda) | Juliane Liedke (BC Alsdorf)                |